# Santa María Tataltepec
Santa María Tataltepec es una localidad del estado mexicano de Oaxaca. Es cabecera del municipio de Santa María Tataltepec.

## Demografía
| Censo | Población |
| ----- | --------- |
| 1900  | 796       |
| 1910  | 628       |
| 1921  | 510       |
| 1930  | 626       |
| 1940  | 774       |
| 1950  | 744       |
| 1960  | 653       |
| 1970  | 1050      |
| 1980  | 613       |
| 1990  | 494       |
| 1995  | 250       |
| 2000  | 234       |
| 2005  | 261       |
| 2010  | 231       |
| 2020  | 306       |